# Hypochilus sheari
Espèce
Hypochilus sheari est une espèce d'araignées aranéomorphes de la famille des Hypochilidae.

## Distribution
Cette espèce est endémique de Caroline du Nord aux États-Unis,. Elle se rencontre dans les comtés de McDowell et de Buncombe,.

## Description
Le mâle holotype mesure 7,34 mm et la femelle paratype 10,41 mm.

## Étymologie
Cette espèce est nommée en l'honneur de William A. Shear.

## Publication originale
- Forster, Platnick & Gray, 1987 : A review of the spider superfamilies Hypochiloidea and Austrochiloidea (Araneae, Araneomorphae). Bulletin of the American Museum of Natural History, no 185, part 1, p. 1-116 (texte intégral).